# Turó d'en Fotja
El Turó d'en Fotja és una muntanya de 349 m que es troba a la serra de Collserola separant els municipis de Barcelona i Cerdanyola del Vallès. És situat entre el turó de Valldaura i el turó d'en Gras, un pèl a ponent del Forat del Vent. Per la seva banda nord es desprèn la serra d'en Ferrer. Al vessant oriental del turó neix el torrent de Sant Iscle.
No s’ha de confondre el turó amb la serra d’en Fotja, que es troba una mica més a ponent del turó despenjant-se cap al nord des del Portell de Valldaura.